# Fosse no 2 des mines d'Ostricourt
La fosse no 2 dite Henri Charvet de la Compagnie des mines d'Ostricourt est un ancien charbonnage du Bassin minier du Nord-Pas-de-Calais, situé à Oignies. Les travaux commencent le 3 juillet 1860, et la fosse entre en exploitation en septembre 1863. Le cuvelage en bois est renforcé par une chemise en fonte en 1870, car il fuyait trop. Les berlines sont ensuite utilisées pour remonter le charbon. Le cuvelage est de nouveau consolidé en 1890. La fosse est détruite durant la Première Guerre mondiale. En 1937, décision est prise que cette fosse deviendrait un siège de concentration pour la compagnie. Le puits est élargi au diamètre de 5,30 mètres. En ce sens, de vastes cités commencent à être bâties dans les années 1940.
La Compagnie des mines d'Ostricourt est nationalisée en 1946, et intègre le Groupe d'Oignies. La Seconde Guerre mondiale a ralenti les travaux de modernisation qui ne sont terminés qu'en 1950. La concentration des fosses nos 1, 3, 5 et 6 de l'ancienne Compagnie des mines d'Ostricourt est effective en à cette date. Les cités sont alors étendues, et une grande variété de logements est construite. Divers lavoirs et usines sont construits sur le carreau de fosse, et les ateliers centraux et les grands bureaux du Groupe d'Oignies sont bâtis à proximité. La fosse cesse d'extraire en 1976, le puits est comblé l'année suivante, et le chevalement est détruit l'année suivante. Le terril no 115 est ensuite partiellement exploité.
Au début du XXIe siècle, Charbonnages de France matérialise la tête de puits no 2. Les grands bureaux et les ateliers de la fosse sont respectivement détruits en 2000 et 2003, la passerelle et la lampisterie le sont en 2007. Il subsiste encore de nombreux bâtiments sur le carreau de fosse. En novembre 2009, le bâtiment de la machine d'extraction et la mine-image sont respectivement classés et inscrit aux monuments historiques. Le terril no 115A, 2 d'Oignies, fait partie de l'espace protégé de la mine-image, le terril no 115, 2 du téléphérique, est un espace naturel protégé, le terril cavalier no 247, Cavalier du 2 d'Oignies à A1, a disparu. Au début des années 2010, la cité 1940 est rénovée. Les autres cités l'ont été peu de temps avant. D'une part, le terril no 115, 2 du téléphérique, la cité moderne de la Faisanderie, son école, son église Saint-Henri, la cité moderne de la forêt, la cité pavillonnaire 1940, et d'autre part, la fosse no 2, sa mine-image, et le terril no 115A, 2 d'Oignies, ont été classés le 30 juin 2012 au patrimoine mondial de l'Unesco.

## La fosse
Quatre ans après les premiers travaux de la fosse no 1, la Compagnie des mines d'Ostricourt entreprend une nouvelle fosse à 1 340 mètres au nord-ouest.

### Fonçage
La fosse no 2 a été commencée le 3 juillet 1860 à Oignies, à 700 mètres au nord-est du clocher, et à 700 mètres à l'ouest de la ligne de Paris-Nord à Lille. Le diamètre utile du puits est de quatre mètres. L'orifice du puits est situé à l'altitude de 29 mètres. On y atteint la profondeur de 61,45 mètres en avril 1861 sans le secours d'une machine d'épuisement ; mais à cette profondeur, la quantité d'eau à épuiser s'élève à 300 hectolitres par heure. On ne peut en venir à bout avec la machine d'extraction de vingt chevaux, et on installe une petite machine d'épuisement de cinquante chevaux, qui permet de pousser l'approfondissement à 71,48 mètres. Elle devient alors insuffisante, et on doit recourir à une machine de 200 chevaux, louée par la Compagnie de Meurchin. Cette machine, alimentée par cinq générateurs et avec deux pompes de 50 et 55 centimètres de diamètre, élève jusqu'à 65 hectolitres d'eau par minute. À cette profondeur, la venue d'eau est de 3 900 hectolitres à l'heure.
Des picotages successifs retiennent les eaux, et à 86 mètres on peut établir la base définitive du cuvelage. Le cuvelage a une hauteur de 86 mètres, et il est en bois. Le terrain houiller est rencontré à 151,95 mètres,. La fosse porte le nom d'Henri Charvet, administrateur de la compagnie.

### Exploitation
Enfin, en septembre 1863, cette fosse entre en exploitation. Elle a été approfondie jusqu'à 378,14 mètres. Elle a recoupé neuf couches de houille, dont cinq seulement ont été reconnues exploitables. L'une d'elles, la no 6, a même une assez grande épaisseur : de 1,10 à 1,50 mètre. Cette couche, et la no 9, ont fourni la très grande partie de l'extraction. Le 6 février 1868 une explosion tue quatre mineurs. Le grisou fait son apparition en 1864.
Les terrains de la fosse no 2 sont assez tourmentés. Toutefois, on y a suivi, sur d'assez grandes longueurs, la veine no 6, dans des conditions d'exploitation favorables ; et dans les années 1880, cette fosse peut fournir une extraction importante, à un prix de revient faible. Le cuvelage en bois donne lieu, vers sa base, à des ruptures de pièces assez fréquentes. On a été obligé, en 1870, de le revêtir d'une chemise en fonte sur 14.20 ou 18 mètres de hauteur, ce qui a réduit le diamètre du puits de la fosse à 3,58 mètres dans cette chemise. Le cuvelage en bois fuyait jusqu'alors régulièrement.
Jusqu'en mars 1871, l'extraction du charbon et des eaux s'effectue avec des tonneaux. On se décide à y établir un système de guides à câbles en fil de fer ; et, depuis lors, l'extraction se fait au moyen de deux berlines superposées, de cinq hectolitres chacune. Ce système offre bien des désagréments dans les mines du Nord, où l'on est obligé d'avoir deux et même trois accrochages en activité en même temps, et de plus, d'extraire les eaux avec la machine d'extraction. Aussi la fosse no 2 d'Ostricourt est le seul point de la région où ce système ait été adopté. Le parachute Cousin est mis en place. À la fin des années 1870, le puits est profond de 378,14 mètres.
À la fin de l'année 1890, le cuvelage est consolidé de 69 à 86 mètres de profondeur par un revêtement en fonte qui a réduit le diamètre utile du puits à 3,58 mètres. Les accrochages sont établis aux profondeurs de 192, 223, 260, 300 et 354 mètres. Les trois premiers étages ont été jusqu'alors peu exploités.

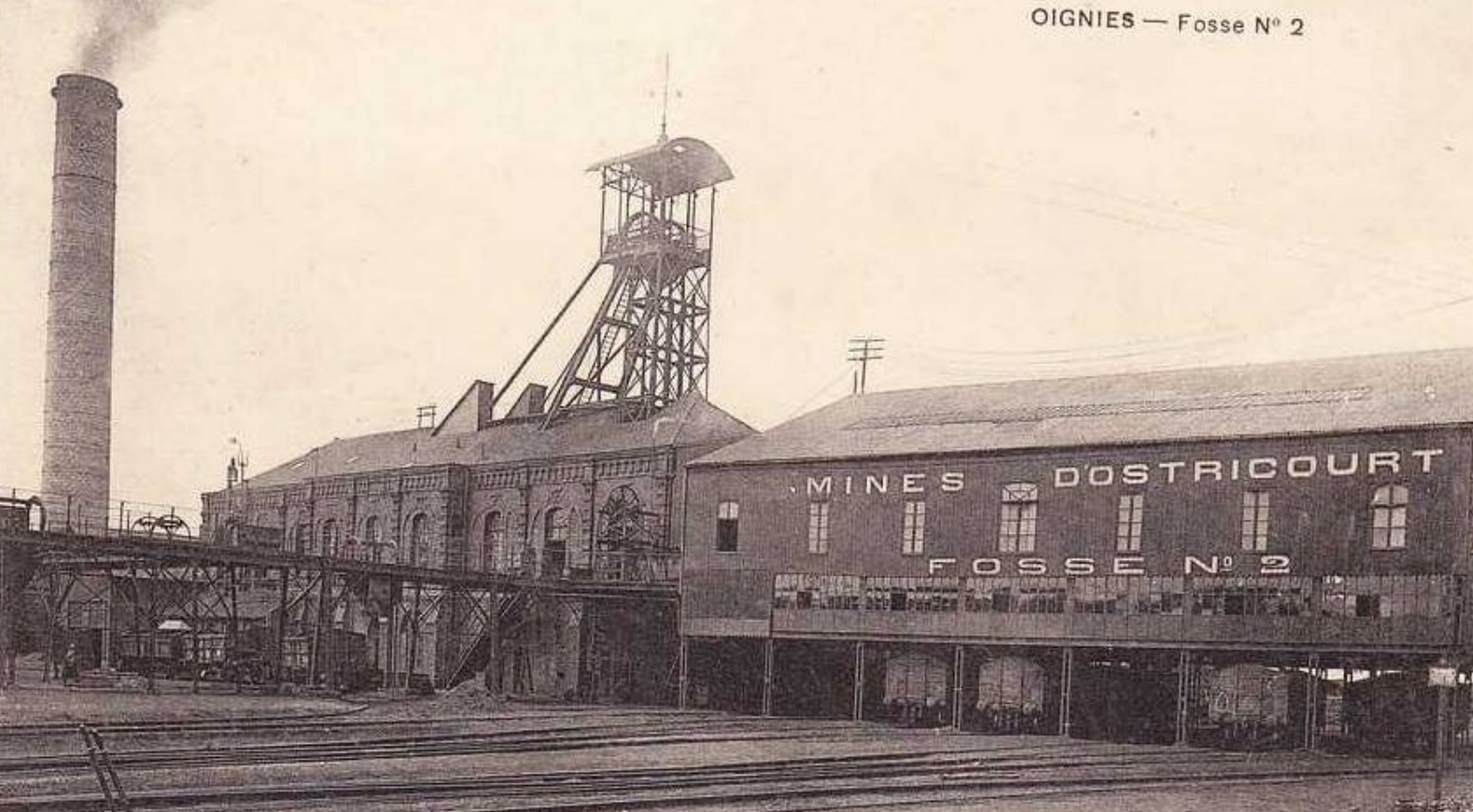
La fosse no 2 vers 1910.

La fosse est détruite durant la Première Guerre mondiale. En 1937, il est décidé que la fosse no 2 deviendrait un puits de concentration. Pour y parvenir, le puits est au préalable élargi à 5,30 mètres de diamètre.

### Siège de concentration
Les travaux sont ralentis à cause de la Seconde Guerre mondiale et seulement achevés en 1950. La Compagnie des mines d'Ostricourt est nationalisée en 1946, et intègre le Groupe d'Oignies. Une nouvelle machine à vapeur, la plus puissante de France, est installée. Un nouveau chevalement à poutrelles à treillis de 55 mètres de hauteur est installé en 1947 et 1948. La concentration des fosses nos 1, 3, 5 et 6 de l'ancienne Compagnie des mines d'Ostricourt est effective en 1950. La fosse est équipée de berlines de 2 700 litres, d'un criblage et d'un lavoir. Un téléphérique est installé pour mettre à terril les déchets. Il s'écroule en 1958. Sur le carreau de la fosse il y a également un lavoir à grains, deux lavoirs à fines, un criblage et une usine à boulets.
La fosse est approfondie en 1966 à 456 mètres et une bowette la relie aux fosses nos 9 - 9 bis et 10. Le premier soutènement marchant du groupe entre en action en 1967.
En 1976, la fosse cesse d'extraire. les mineurs sont mutés à la fosse no 9 - 9 bis. Le puits est remblayé au cours de l'année 1977. Il est alors profond de 505 mètres. La cheminée de 94,60 mètres est dynamitée la même année, quant au chevalement, il est abattu en 1980.

### Reconversion
Au début du XXIe siècle, Charbonnages de France matérialise la tête de puits. Le BRGM y effectue des inspections chaque année. Les Grands bureaux du Groupe d'Oignies sont détruits en l'an 2000, les ateliers de la fosse le sont trois ans plus tard. La lampisterie et la passerelle sont détruits en 2007. De nombreux bâtiments ont été conservés : la salle des machines, les ateliers, le garage, le local sauveteurs, la mine-image, le bâtiment des transformateurs et les bains-douches.
Le bâtiment de la machine d'extraction de la fosse no 2 avec l'ensemble de son dispositif technique, à savoir la machine à vapeur et le pont roulant, font l’objet d’un classement au titre des monuments historiques depuis le 9 novembre 2009. La mine-image en totalité, avec l'ensemble de ses galeries souterraines et extérieures et avec ses dispositifs techniques servant à la formation des mineurs, située sous le terril no 115A et aux abords fait l’objet d’une inscription au titre des monuments historiques depuis le 25 novembre 2009. La fosse no 2 et sa mine-image font partie des 353 éléments répartis sur 109 sites qui ont été classés le 30 juin 2012 au patrimoine mondial de l'Unesco. Elles constituent une partie du site no 39.

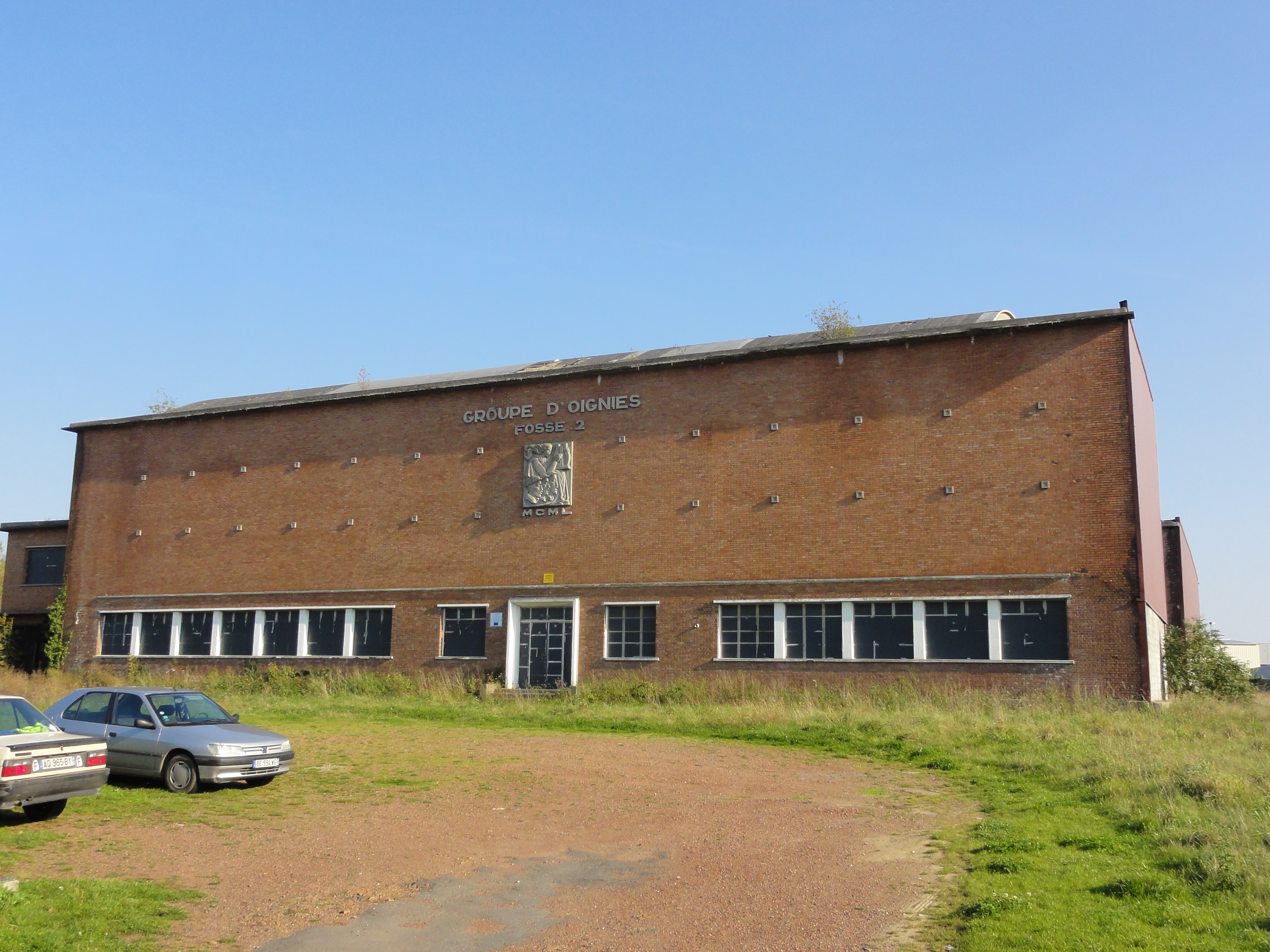
Les bains-douches.
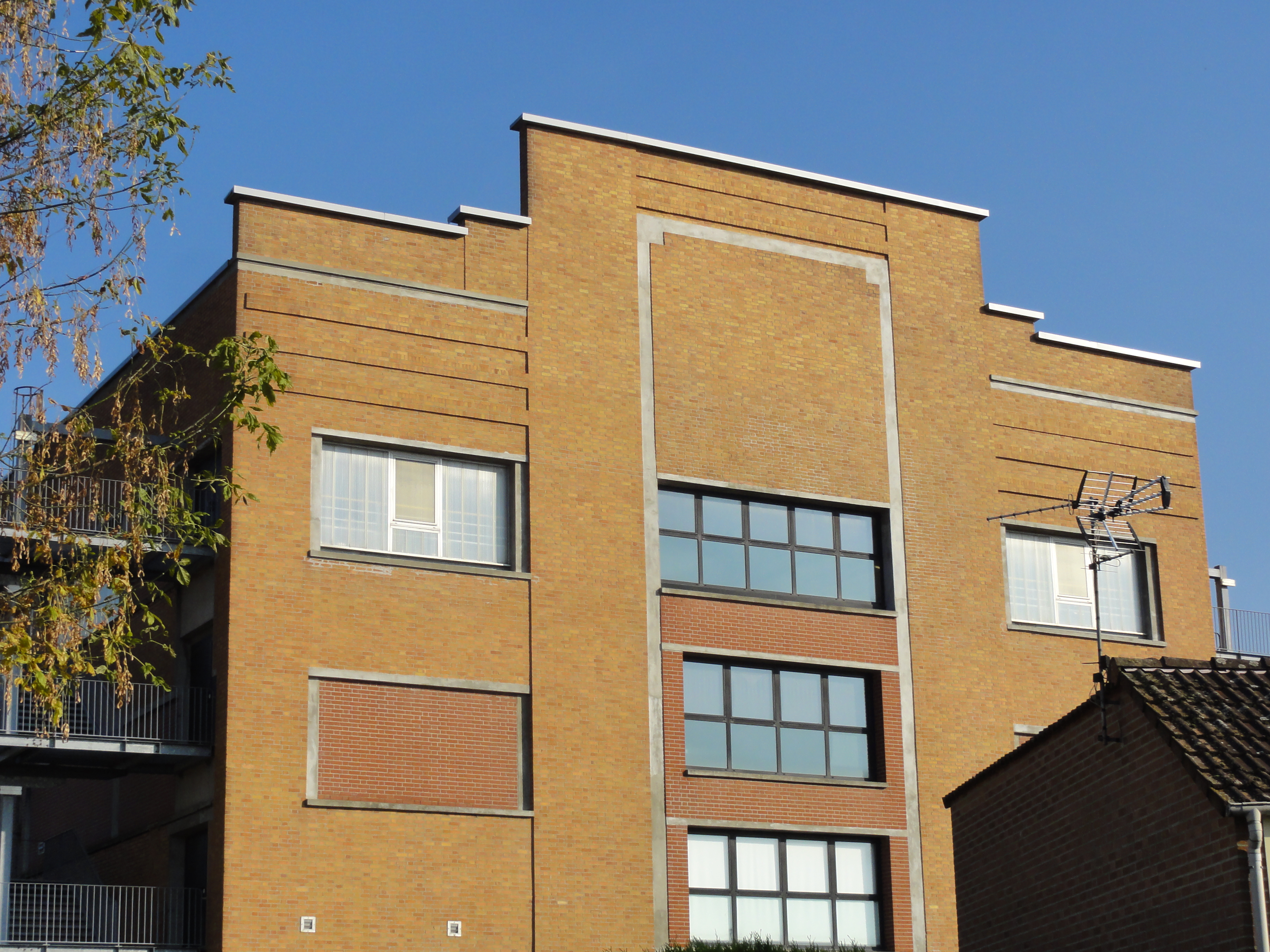
La salle des machines.
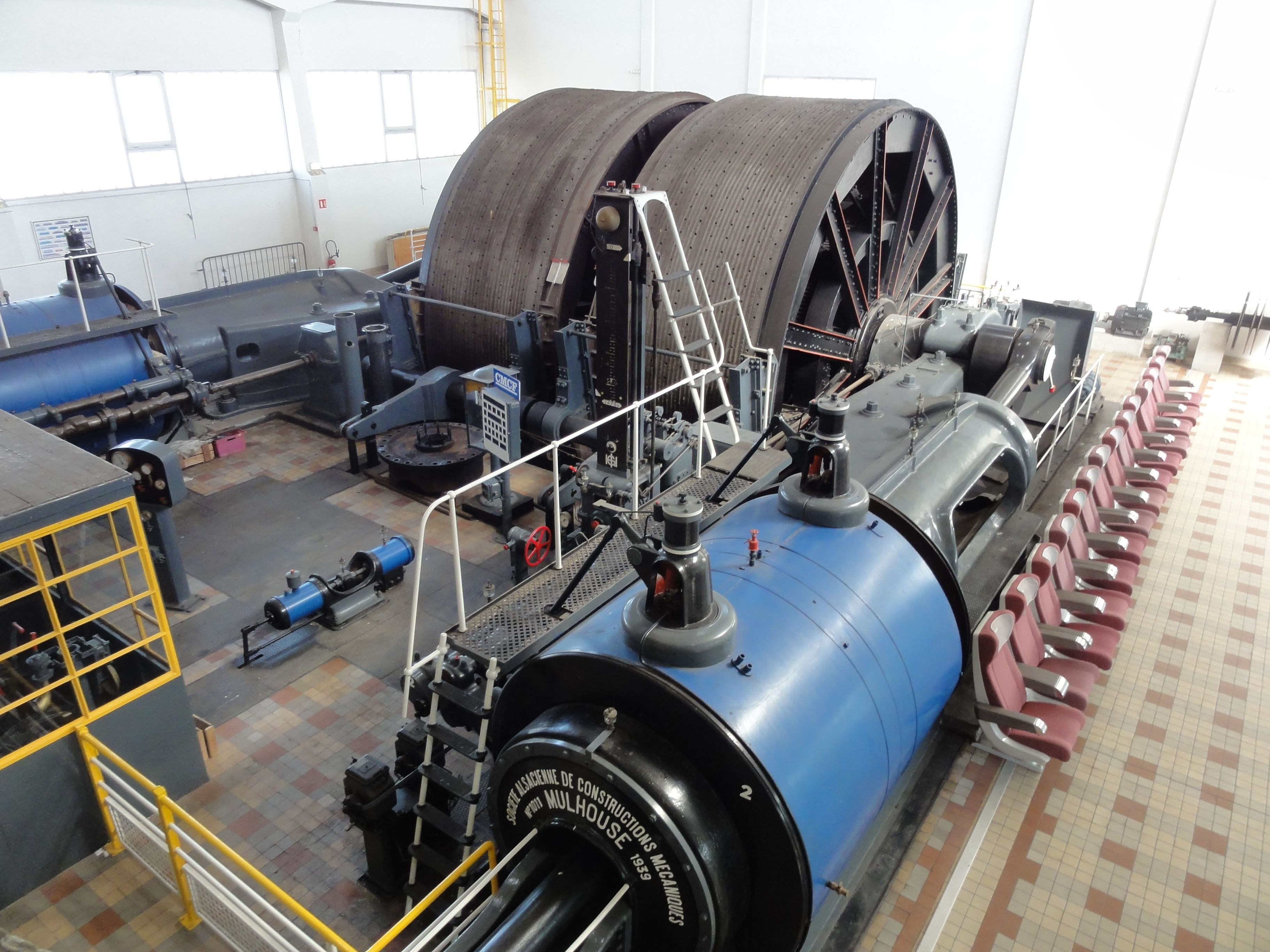
La machine d'extraction.
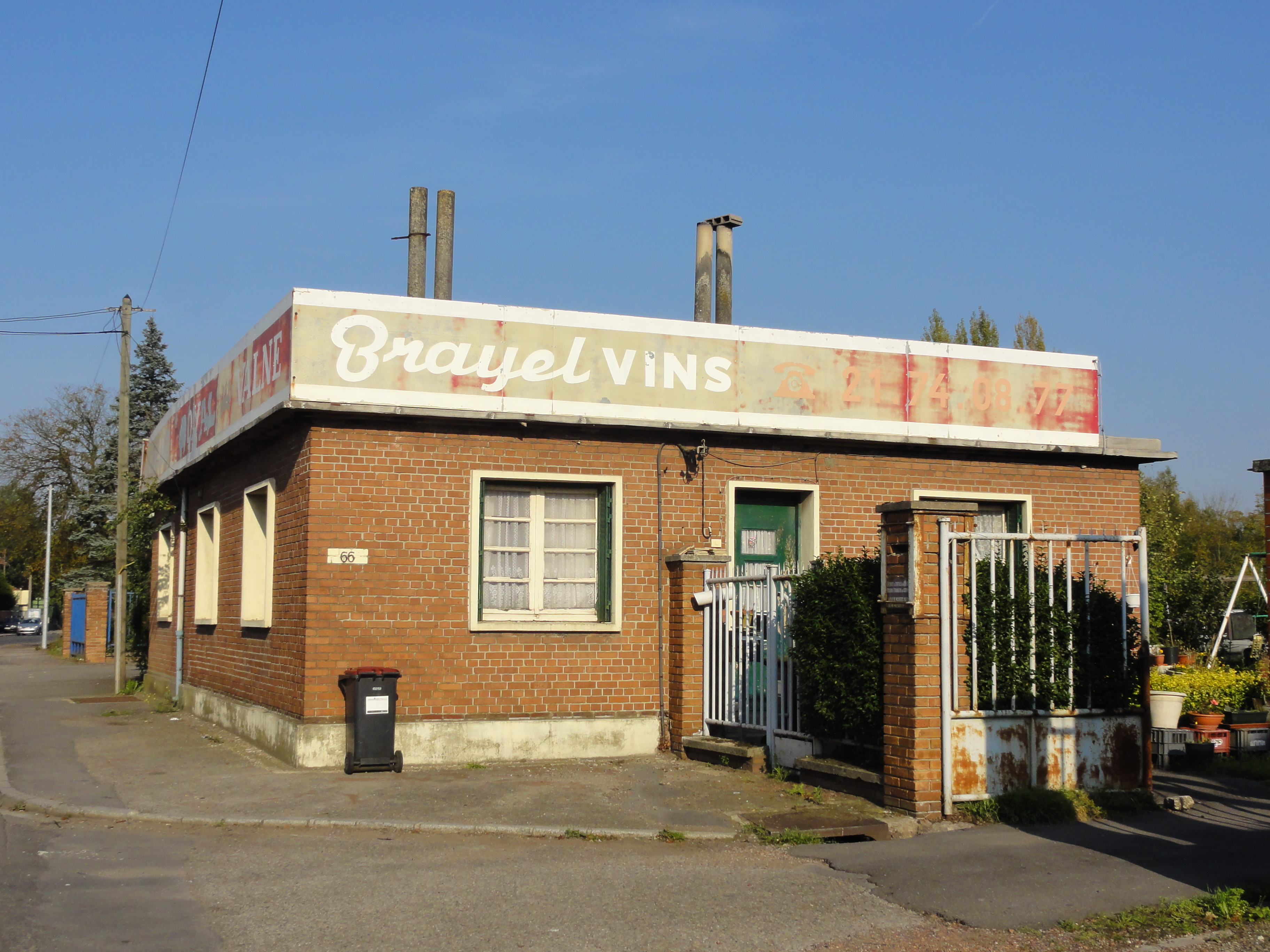
Le poste de garde.
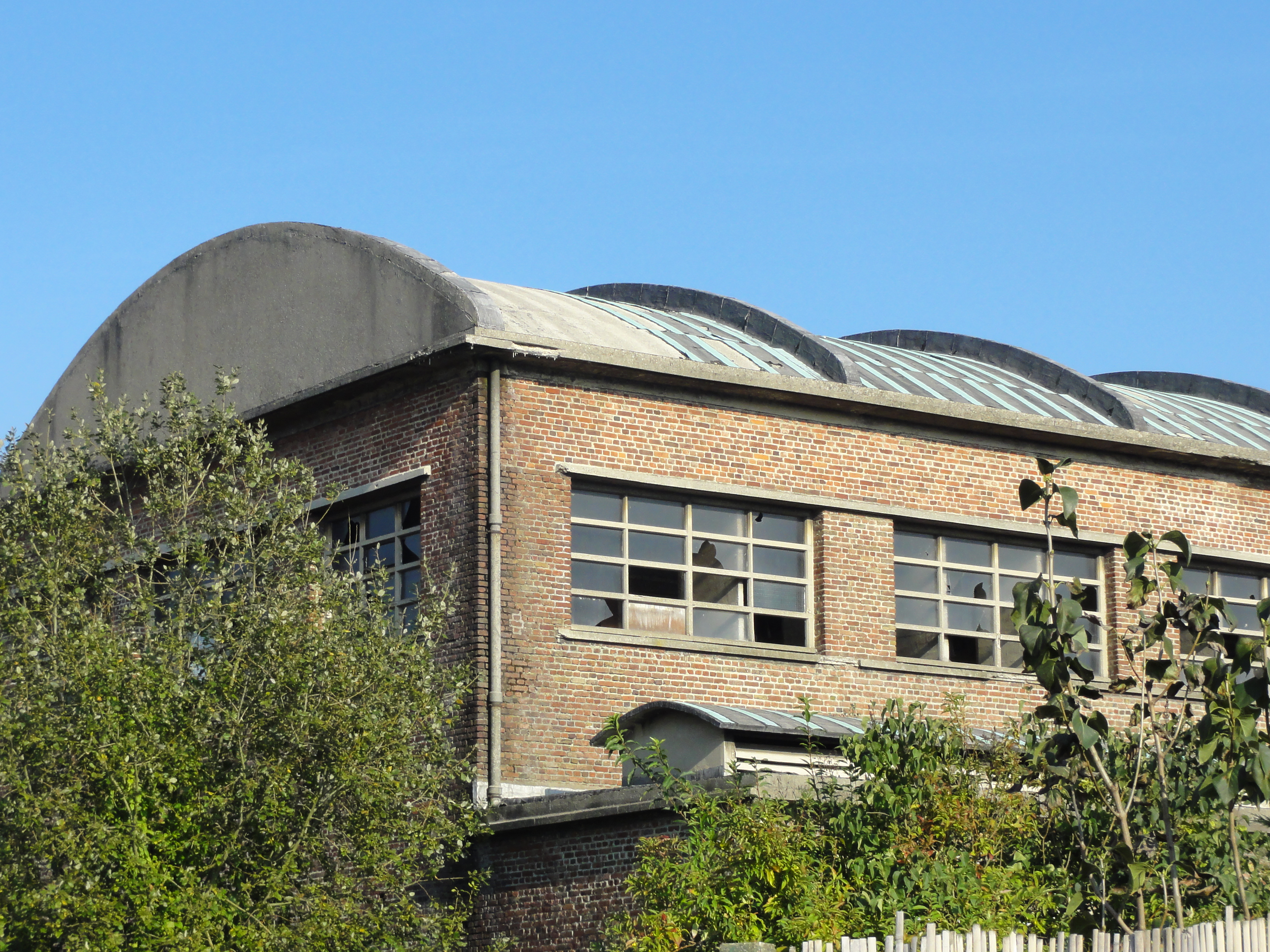
Le poste de coupure.

## Les terrils
Trois terrils résultent de l'exploitation de la fosse no 2. Les terrils nos 115 et 115A font partie des 353 éléments répartis sur 109 sites qui ont été classés le 30 juin 2012 au patrimoine mondial de l'Unesco. Ils constituent respectivement et en partie les sites nos 38 et 39.

### Terrilno115, 2 du téléphérique

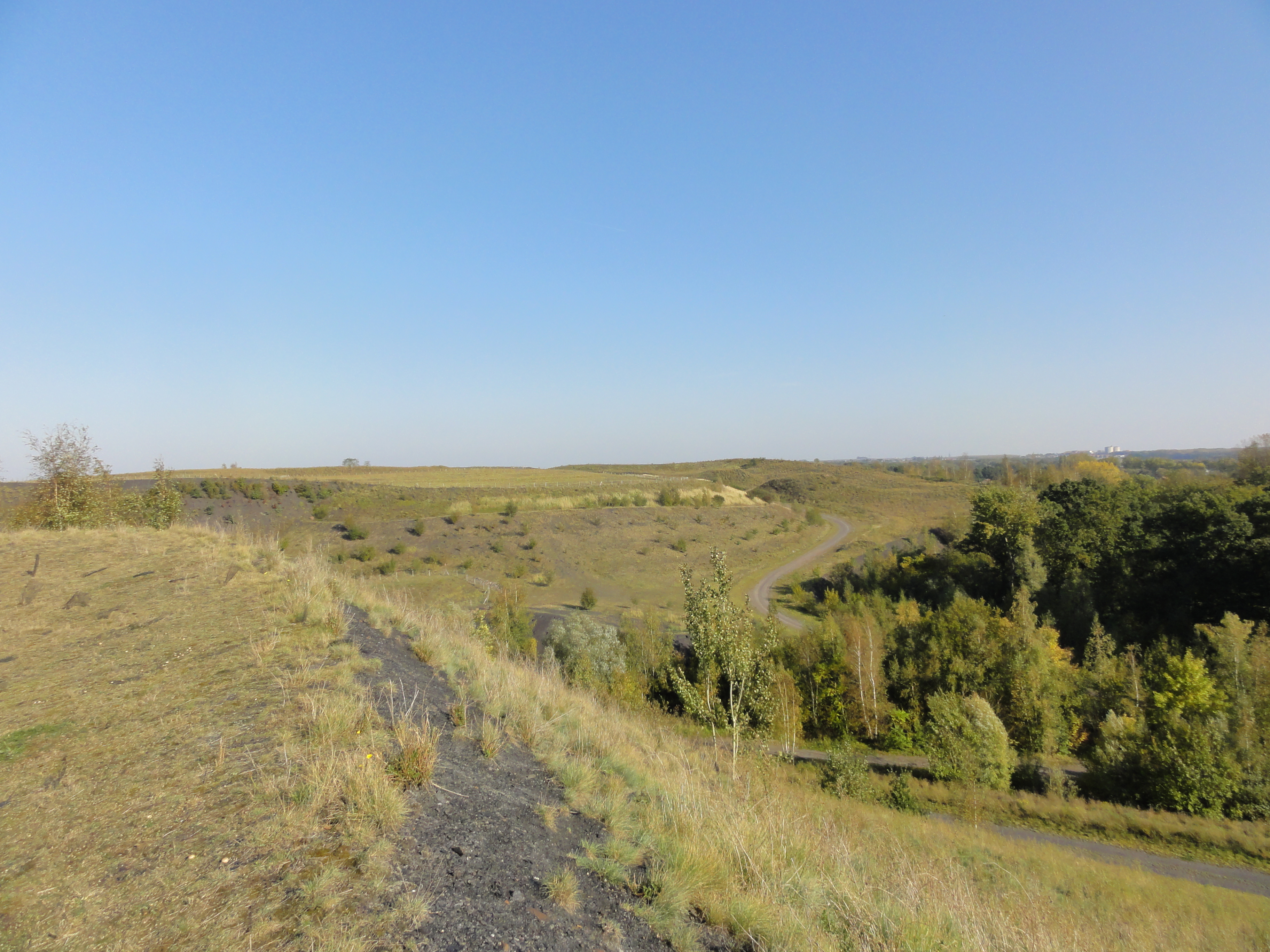
Le terril no 115.

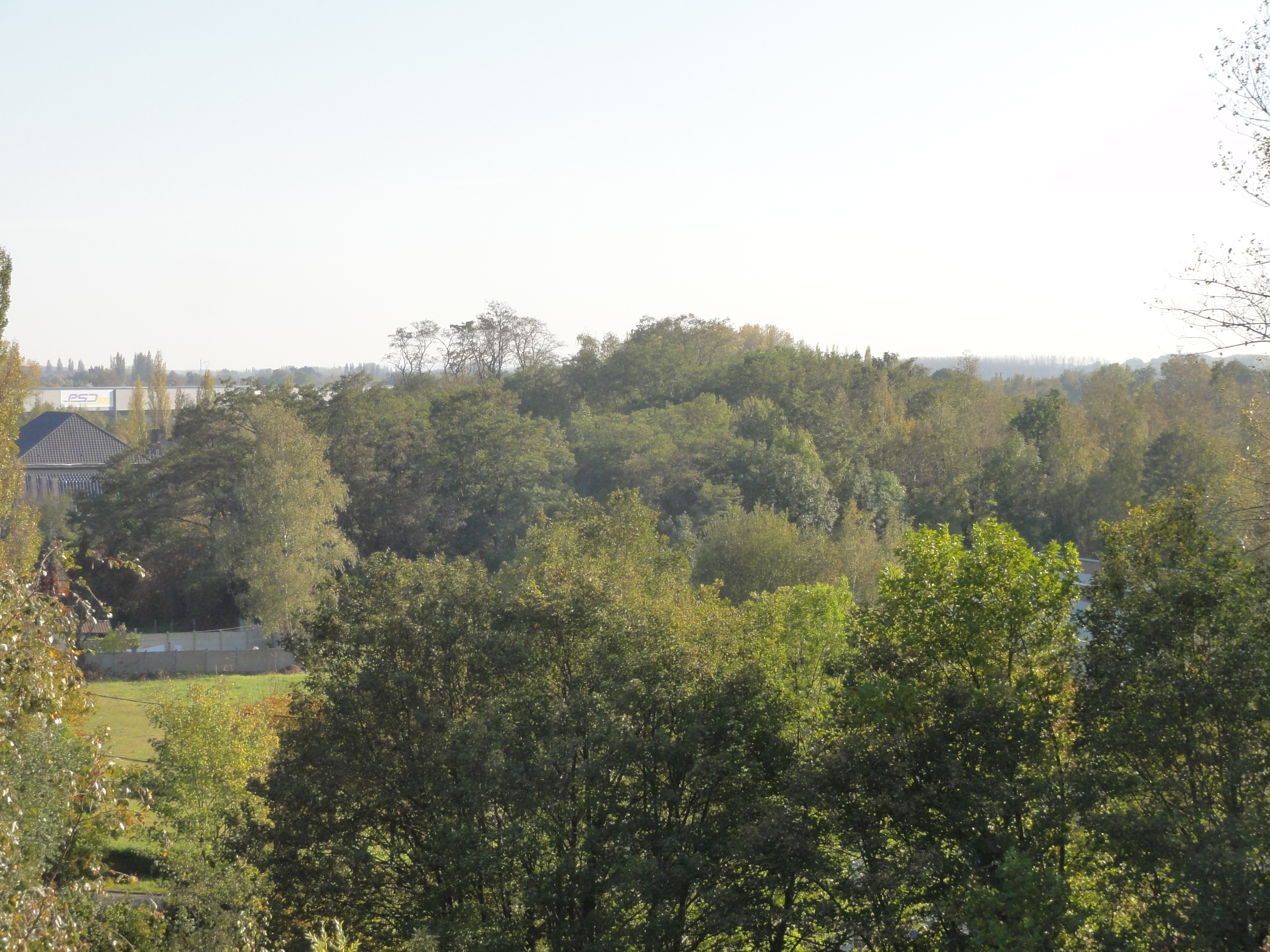
Le terril no 115A.

50° 28′ 46″ N, 2° 59′ 32″ E
Le terril no 115, 2 du téléphérique, situé à Libercourt, était alimenté par un système de téléphérique par la fosse no 2 des mines d'Ostricourt, alors siège de concentration du Groupe d'Oignies, à partir de 1948. Malgré le fait qu'il a été exploité, il en reste un volume non négligeable. La hauteur maximale était de 47 mètres.

### Terrilno115A, 2 d'Oignies
50° 28′ 27″ N, 2° 59′ 48″ E
Le terril no 115A, 2 d'Oignies, situé à Libercourt, est le premier terril de la fosse no 2 des mines d'Ostricourt. Il est situé juste au nord du carreau et est désormais boisé. Il s'agit du premier terril de la fosse, il a en conséquence une taille très modeste. La mine-image y est établie.

### Terril n° 247, Cavalier du 2 d'Oignies à A1
50° 28′ 43″ N, 2° 58′ 56″ E
Le terril n° 247, Cavalier du 2 d'Oignies à A1, situé à Libercourt, était un terril cavalier reliant la fosse no 2 des mines d'Ostricourt à l'autoroute A1. Il a été intégralement exploité.

## Les cités
De vastes cités ont été bâties tardivement au nord de la fosse, sur le territoire de Libercourt. Les habitations de la cité 1940 ont été bâties au début des années 1940, quant à celles de la cité de la Faisanderie, elles l'ont été après la Nationalisation. Cette cité est particulièrement boisée, au même titre que la cité de la Forêt. La cité moderne de la Faisanderie, son école, son église Saint-Henri, la cité moderne de la forêt, et la cité pavillonnaire 1940 font partie des 353 éléments répartis sur 109 sites qui ont été classés le 30 juin 2012 au patrimoine mondial de l'Unesco. Elles constituent en partie le site no 38.

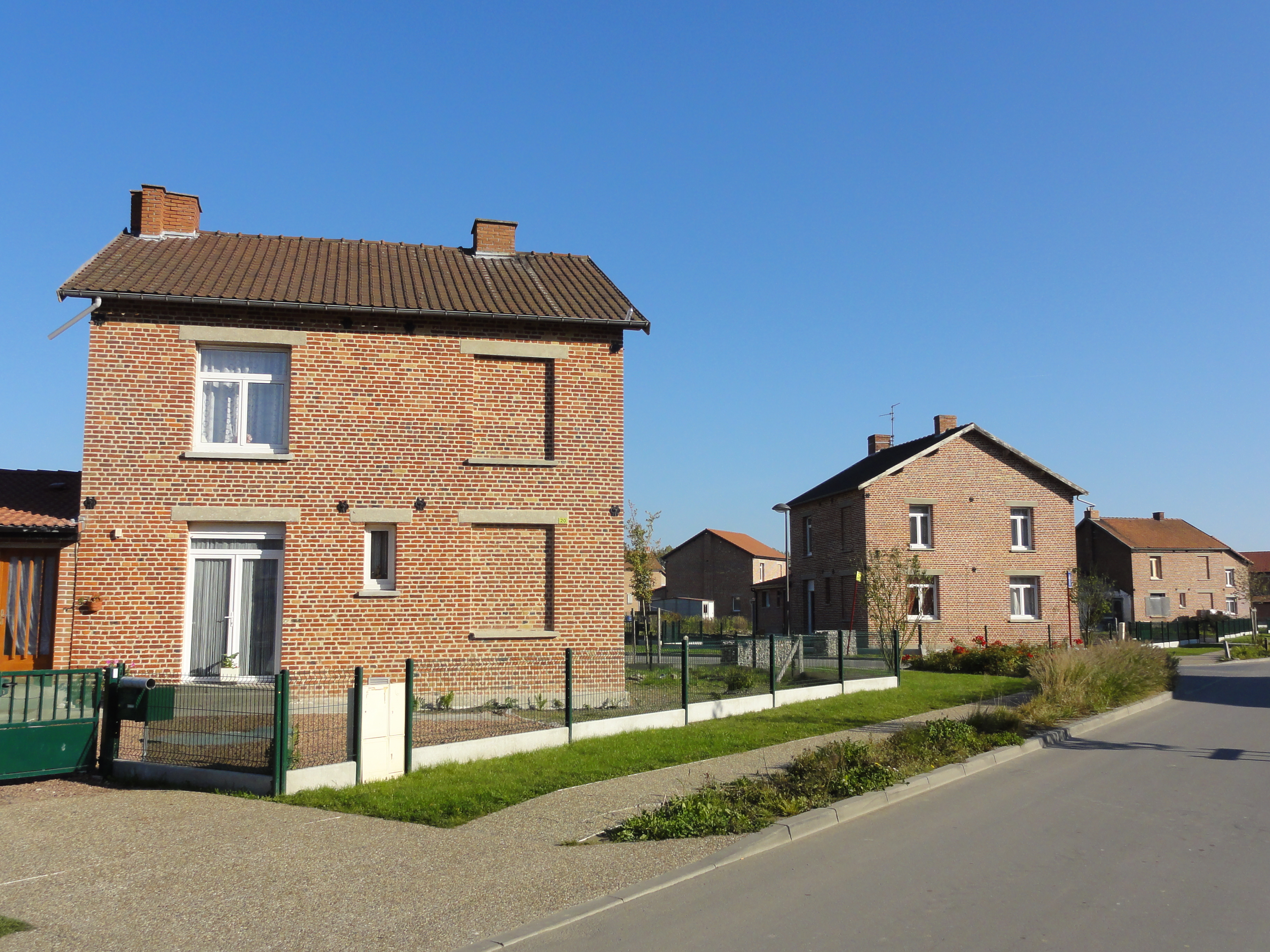
Des habitations de la cité 1940.
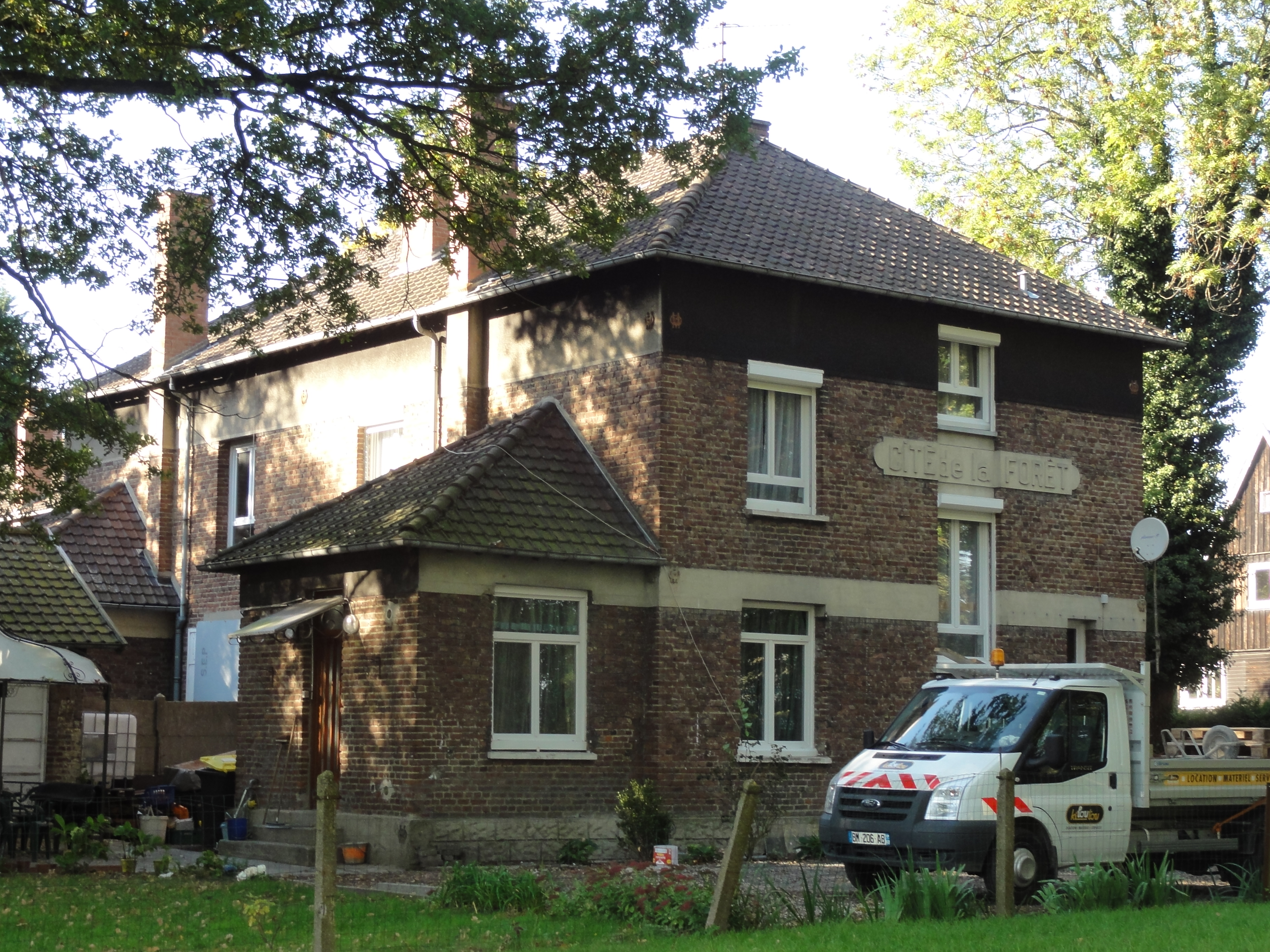
Habitation à l'entrée de la cité de la Forêt.
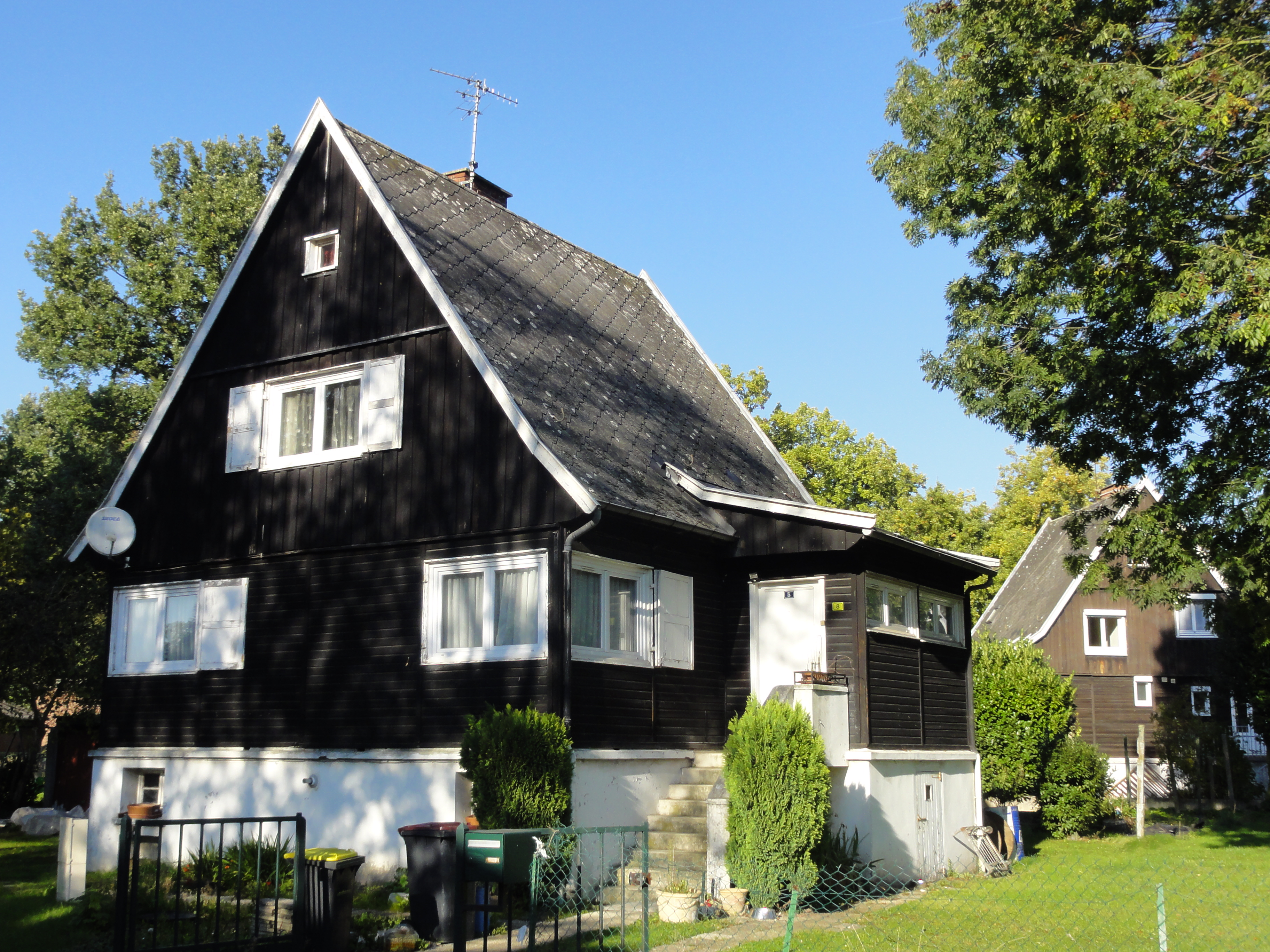
Des habitations construites en bois sur un socle en briques.
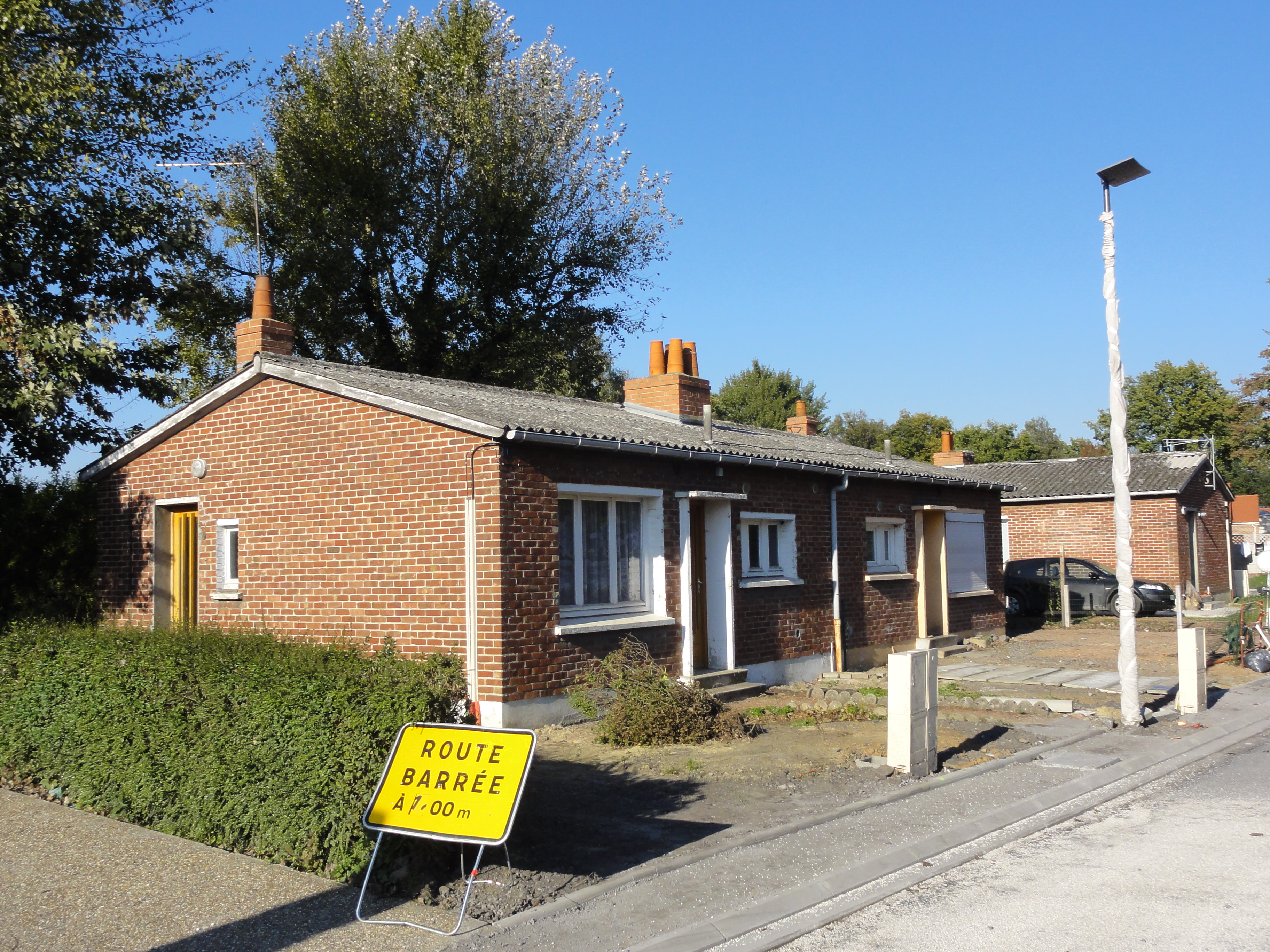
Des habitations basiques, avec toiture en Eternit.
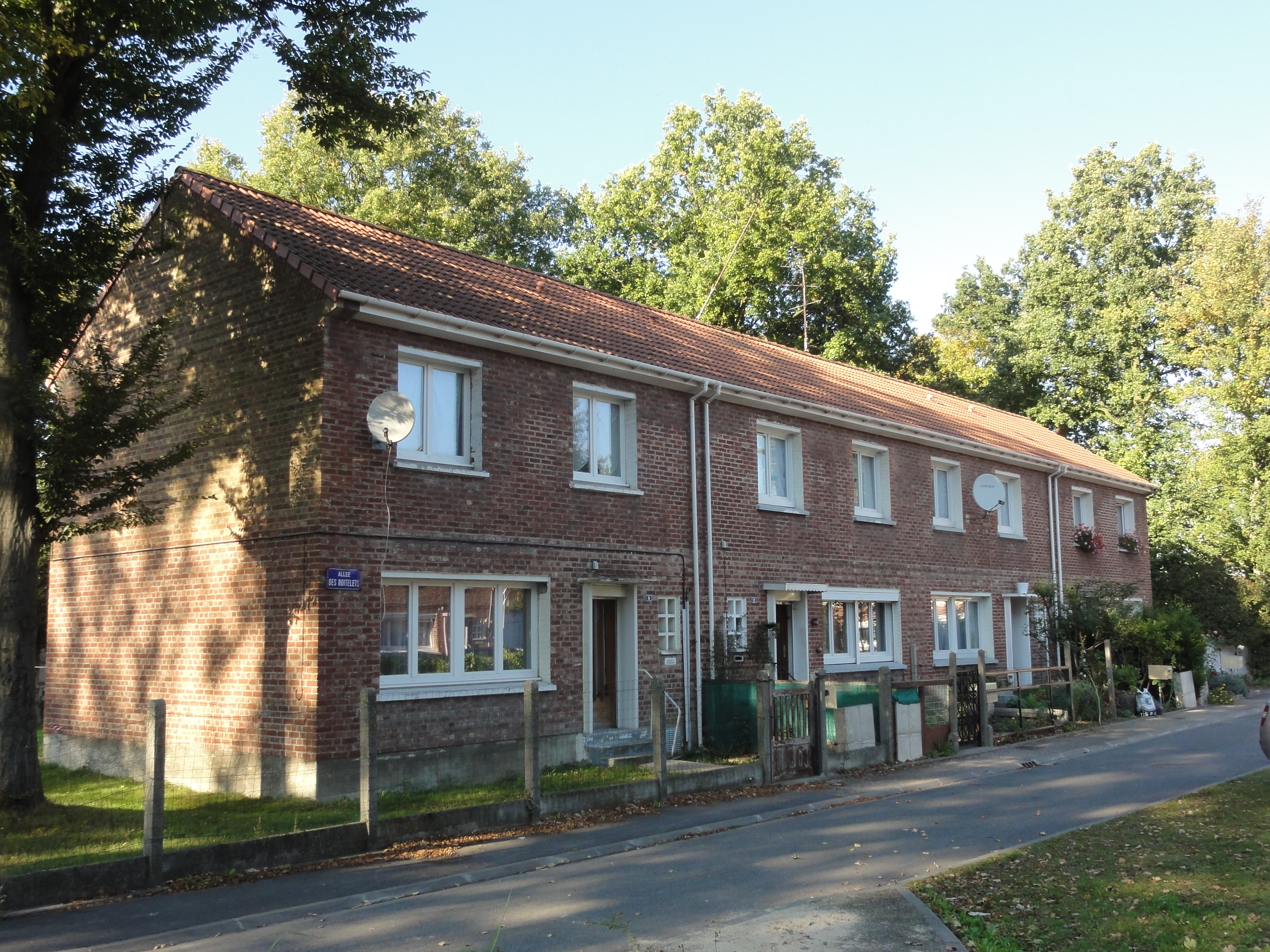
Un coron post-Nationalisation.
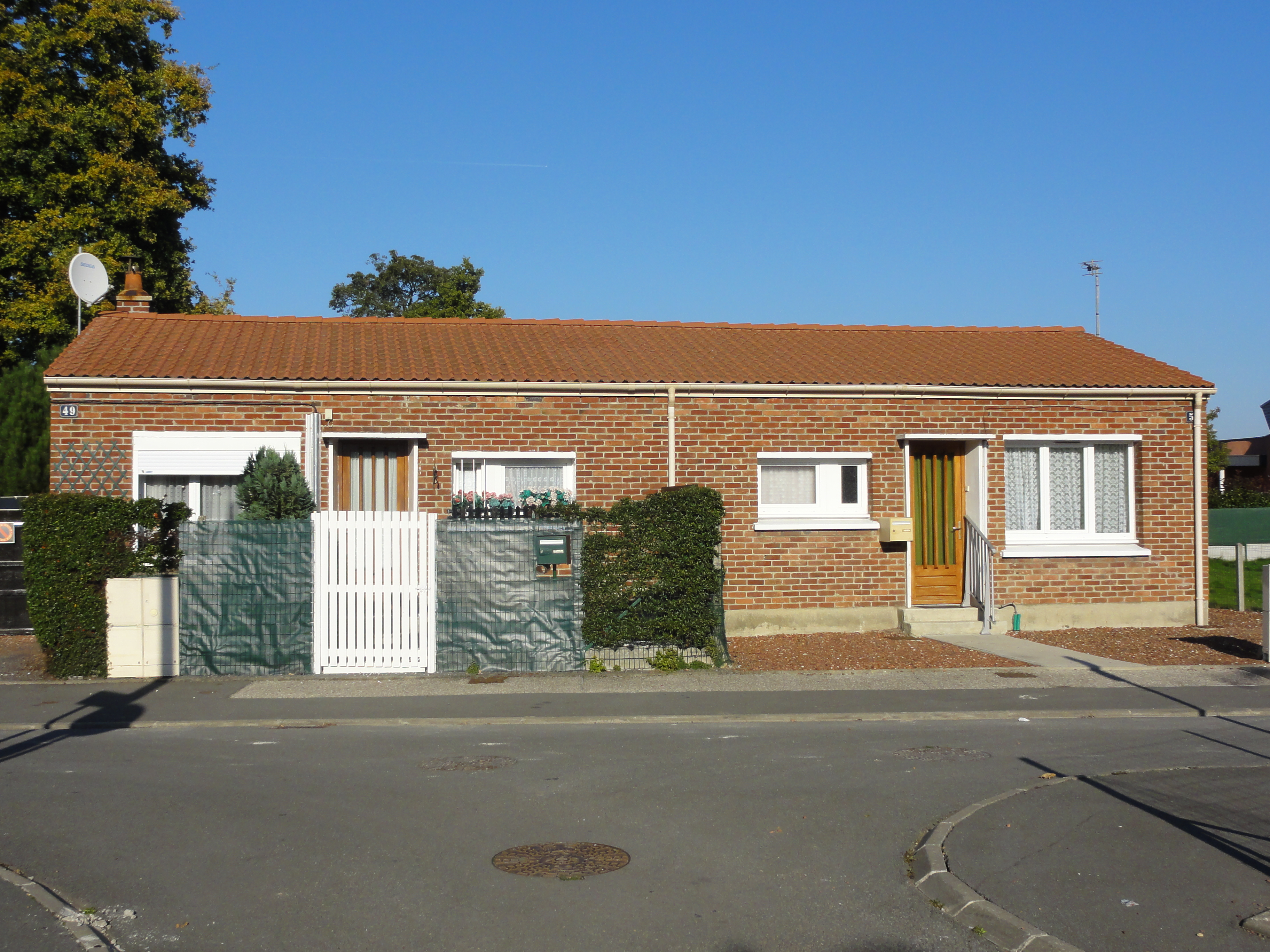
Des habitations basiques rénovées.

### L'église Saint-Henri

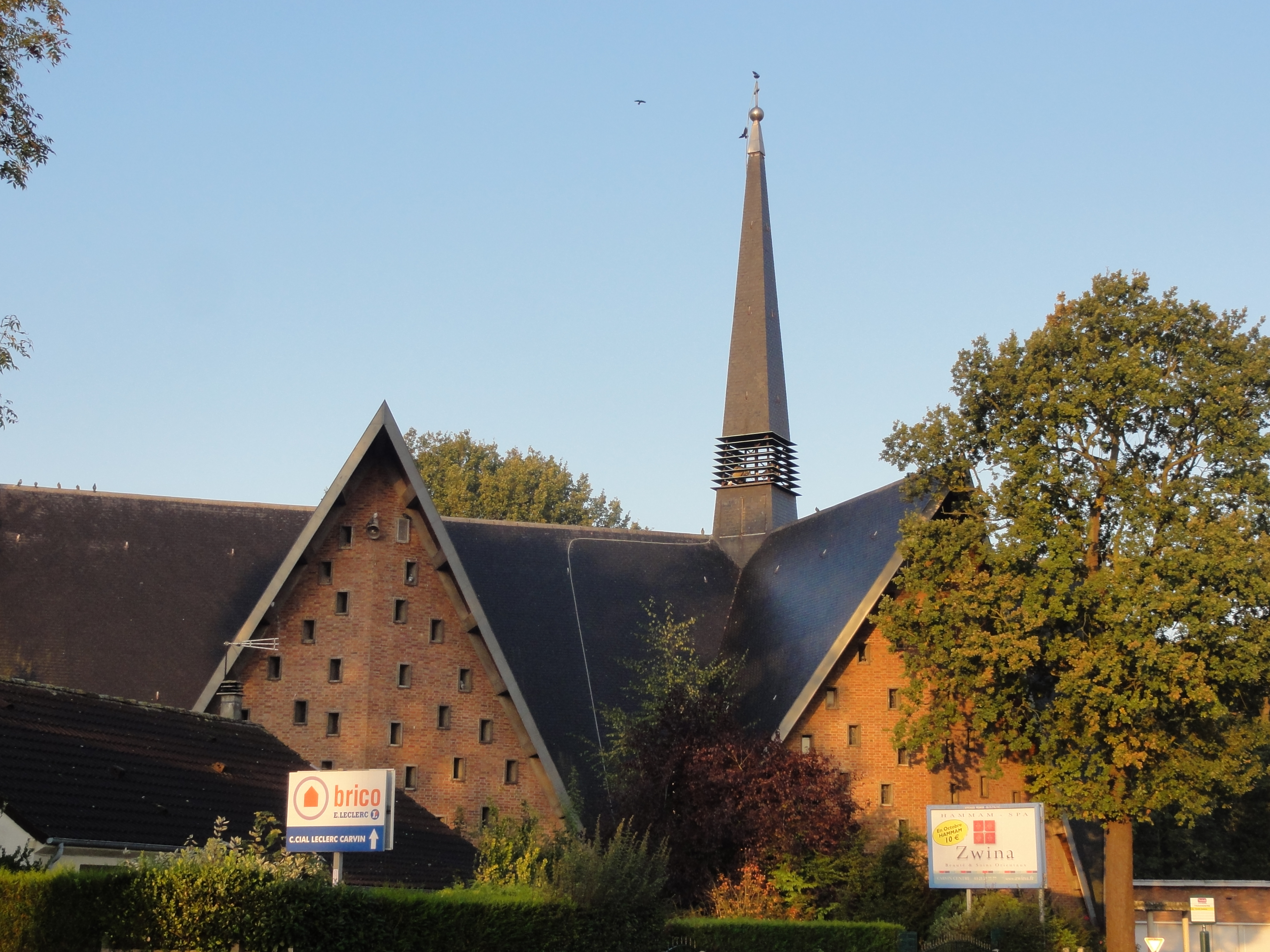
L'église Saint-Henri.

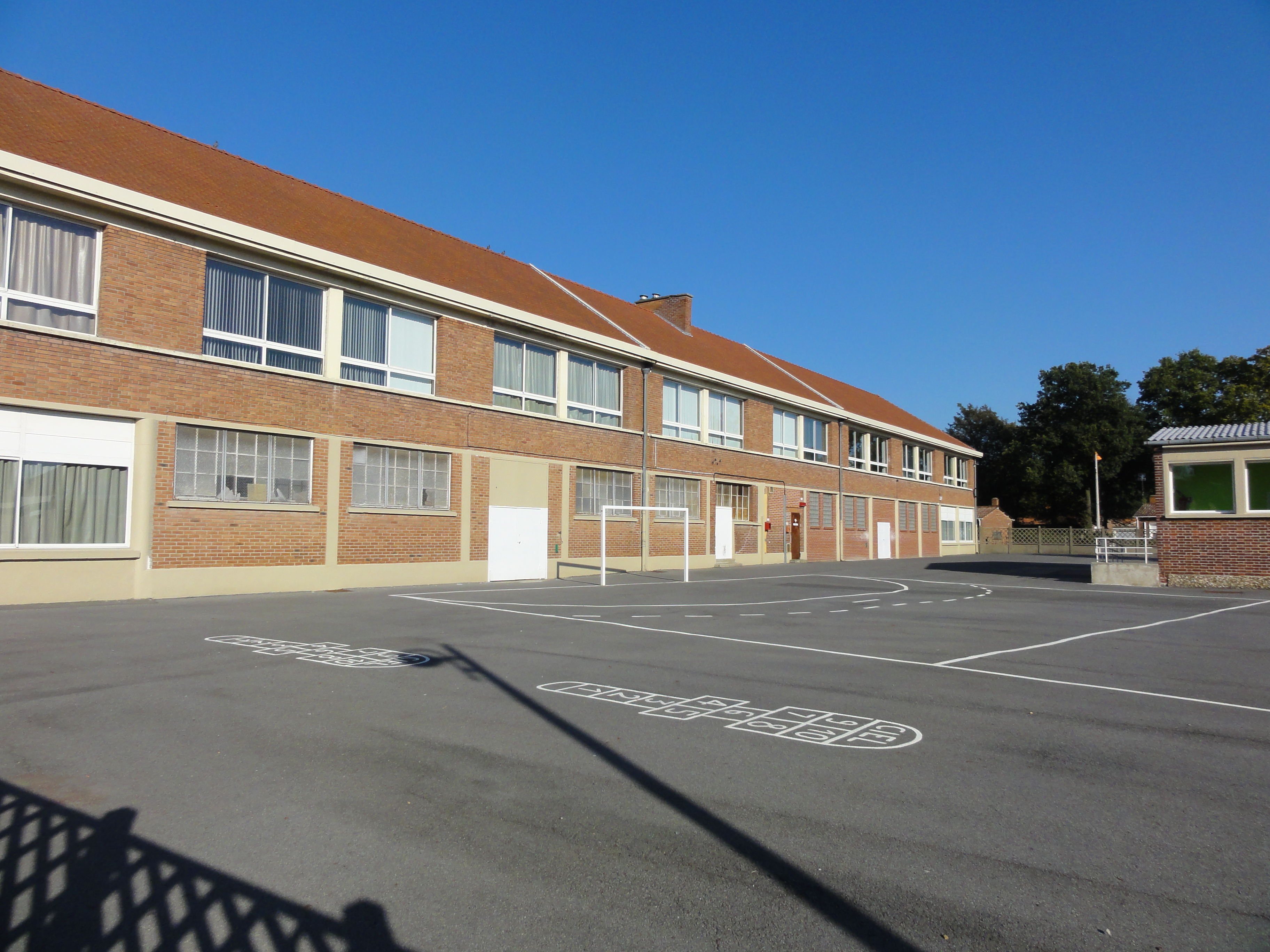
Les écoles.

50° 28′ 56″ N, 3° 00′ 11″ E
Une église a été construite au nord de la cité de la Faisanderie, près des cités de la fosse no 5. Elle est classée le 30 juin 2012 au patrimoine mondial de l'Unesco.

### Les écoles
50° 28′ 47″ N, 3° 00′ 02″ E
Des écoles ont été construites dans la cité de la Faisanderie. Elles sont classées le 30 juin 2012 au patrimoine mondial de l'Unesco.